# Conus striolatus
Conus striolatus е вид охлюв от семейство Conidae. Видът не е застрашен от изчезване.

## Разпространение и местообитание
Разпространен е в Австралия (Куинсланд и Северна територия), Бруней, Вануату, Виетнам, Източен Тимор, Индонезия, Камбоджа, Китай (Гуандун, Гуанси, Джъдзян, Фудзиен и Хайнан), Малайзия, Нова Каледония, Папуа Нова Гвинея, Провинции в КНР, Сингапур, Соломонови острови, Тайван, Тайланд и Филипини.
Обитава пясъчните дъна на океани.